# هالیس داو هیدبرگ
هالیس داو هیدبرگ (انگلیسی: Hollis Dow Hedberg; ۲۹ سپتامبر ۱۹۰۳ – ۱۴ اوت ۱۹۸۸ (aged 84)) زمین‌شناس اهل ایالات متحده آمریکا بود.